# Kawasaki Ka 87
Кавасакі Ka 87 (англ. Kawasaki Ka 87) — важкий бомбардувальник Імперської армії Японії який виготовлявся компанією Kawasaki, але був сконструйований в Німеччині компанією Dornier. Літак був наземним бомбардувальником, але мав багато запозичень з дизайнів летючих човнів «Дорньє». Повна назва «Важкий бомбардувальник Тип 87» (яп. 八七式重爆撃機), також відомий як Дорньє Do N (нім. Dornier Do N) і «Важкий бомбардувальник Do.N».

## Історія
На початку 1924 року японська армія замовила в компанії Kawasaki створення нового суцільнометалевого важкого нічного бомбардувальника для заміни бомбардувальників типів «Тей-1» (Farman F.50) та «Тей-2» (Farman F.60 Goliath). В квітні 1924 року голова авіаційного відділу Kawasaki Томокічі Такезакі, разом з п'ятьма інженерами, відправився до Німеччини де отримав ліцензію на виробництво двигуна BMW VI і домовився про допомогу в конструюванні літака з Ріхардом Фогтом. Пізніше для допомоги в налагодженні співпраці між компаніями до проєкту долучився також Клаудіусом Дорньє.
Через політичну ситуацію в Німеччині проєкт був засекречений і дизайн створювався на фабриці «Дорньє» в Швейцарії. Виробництво прототипів в Японії теж було засекречене. Через затримку в початку виробництва двигунів Kawasaki-BMW VI, перші два прототипи оснащувались імпортованими двигунами Napier Lion. Перший прототип важкого бомбардувальника «Do.N» був готовий в січні 1926 року, а другий літом того ж року.
«Do.N» виглядав як наземна версія нового летючого човна «Do.J Wal», це був двомоторний моноплан з крилом-парасолею з одним штовхаючим і одним тягловим гвинтом. Після інтенсивних випробувань протягом року літак був прийнятий на озброєння весною 1927 року під назвою «Важкий бомбардувальник Тип 87» (яп. 八七式重爆撃機, Начінана-шікі Джю: Баку Ґекі кі). Часто в неофіційних джерелах літак позначали «Ka 87» (Ka від Kawasaki), що б відрізнити від «легкого бомбардувальника Тип 87». Виробництво продовжувалось до 1932 року, і загалом було виготовлено 28 літаків включаючи прототипи.
Хоча суцільнометалевий бомбардувальник став технологічним проривом для японського авіабудування, «Тип 87» був погано прийнятий пілотами через проблеми з нестачею потужності і поганою стабільністю. «Тип 87» також став першим японським літаком здатним переносити 1 тону бомб. Не зважаючи на це, «Тип 87» залишався єдиним важким бомбардувальником армії до 1933 року, коли на озброєння був прийнятий Mitsubishi Ki-1.

### Історія використання

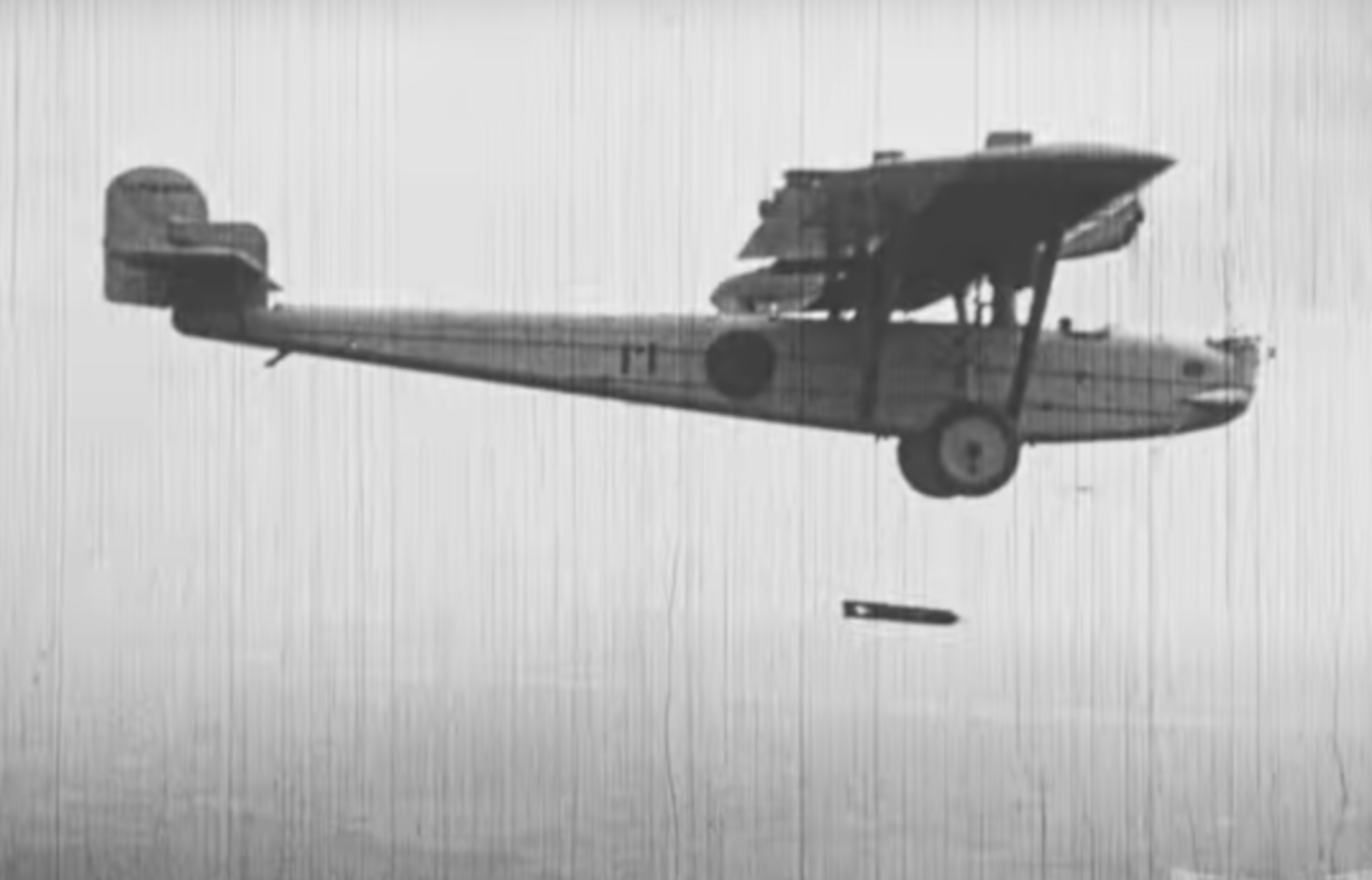
«Ka 87» здійснює бомбометання під час навчань.

Японська армія змогла сформувати цілий полк з «Ka 87», який розміщувався в Хамамацу, що згодом стало основною базою для японських важких бомбардувальників. Невелика кількість бомбардувальників також розміщувалась на авіабазах в Какаміґахарі та Тачікаві. Під час Шанхайського інциденту одна рота «Ka 87» здійснювала вильоти, але вони були більше випробувальні ніж бойові.

## Тактико-технічні характеристики
Дані з Japanese Aircraft 1910—1941

### Технічні характеристики
- Екіпаж: 6 осіб (пілот, другий пілот, бомбардир/стрілець, навігатор, радист та інженер/стрілець)
- Довжина: 18 м
- Висота: 5,85 м
- Розмах крил: 26,8 м
- Площа крил: 121 м²
- Маса пустого: 4400-5100 кг
- Маса спорядженого: 7700 кг
- Навантаження на крило: 64,1 кг/м²
- Двигуни: 2 × 12-циліндрові V-подібні Kawasaki BMW VI водяного охолодження
- Потужність: 2 × 450—600 к. с.
- Гвинти: 2 × дволопатеві дерев'яні гвинти
- Питома потужність: 8,55 кг/к.с.

### Льотні характеристики
- Максимальна швидкість: 181 км/год
- Мінімальна швидкість польоту: 170 км/год
- Час набору висоти 3000 м: 44 хвилини
- Максимальна висота: 5000 м

### Озброєння
- Стрілецьке:
  - 2 × 7,7-мм кулемети в носовій турелі
  - 2 × 7,7-мм кулемети в верхній турелі
  - 1 × 7,7-мм кулемет в хвості
- Бомбове навантаження:
  - 1000 кг бомб